# 哥伦布大街

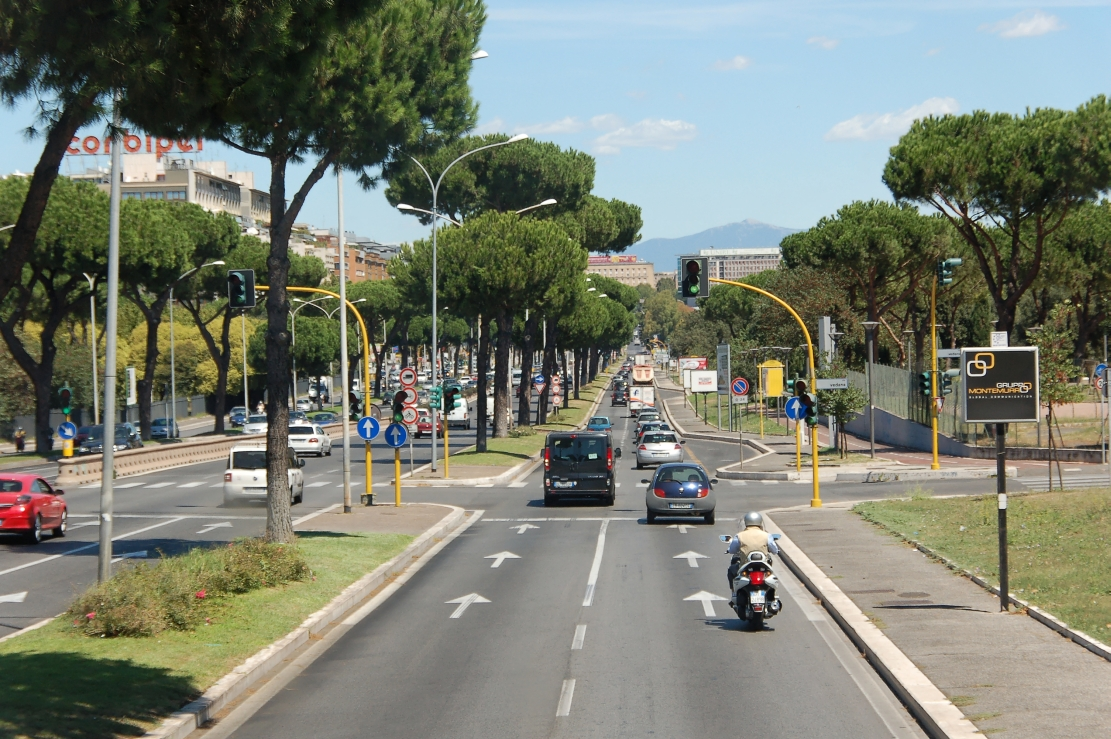

哥伦布大街（Via Cristoforo Colombo）是意大利罗马的一条街道，连接历史中心与奥斯蒂亚。这条街在大部分路段都是每个方向有三条车道。它全长27公里，是意大利最长的市内道路，在一些路段，也是意大利最大的。
哥伦布大街开始于奥勒良城墙上的阿代亚蒂纳门（Porta Ardeatina）附近，然后向西南方向，结束于第十区的海岸。

## 历史
该街道设计于1937年，名为帝国街（Via Imperiale），是1941年罗马世界博览会五年计划的一部分，按照墨索里尼的向海洋扩建罗马的方针，连接市中心与新展览大楼 (EUR区) 并通往奥斯蒂亚。
。